# Long sinh cửu tử

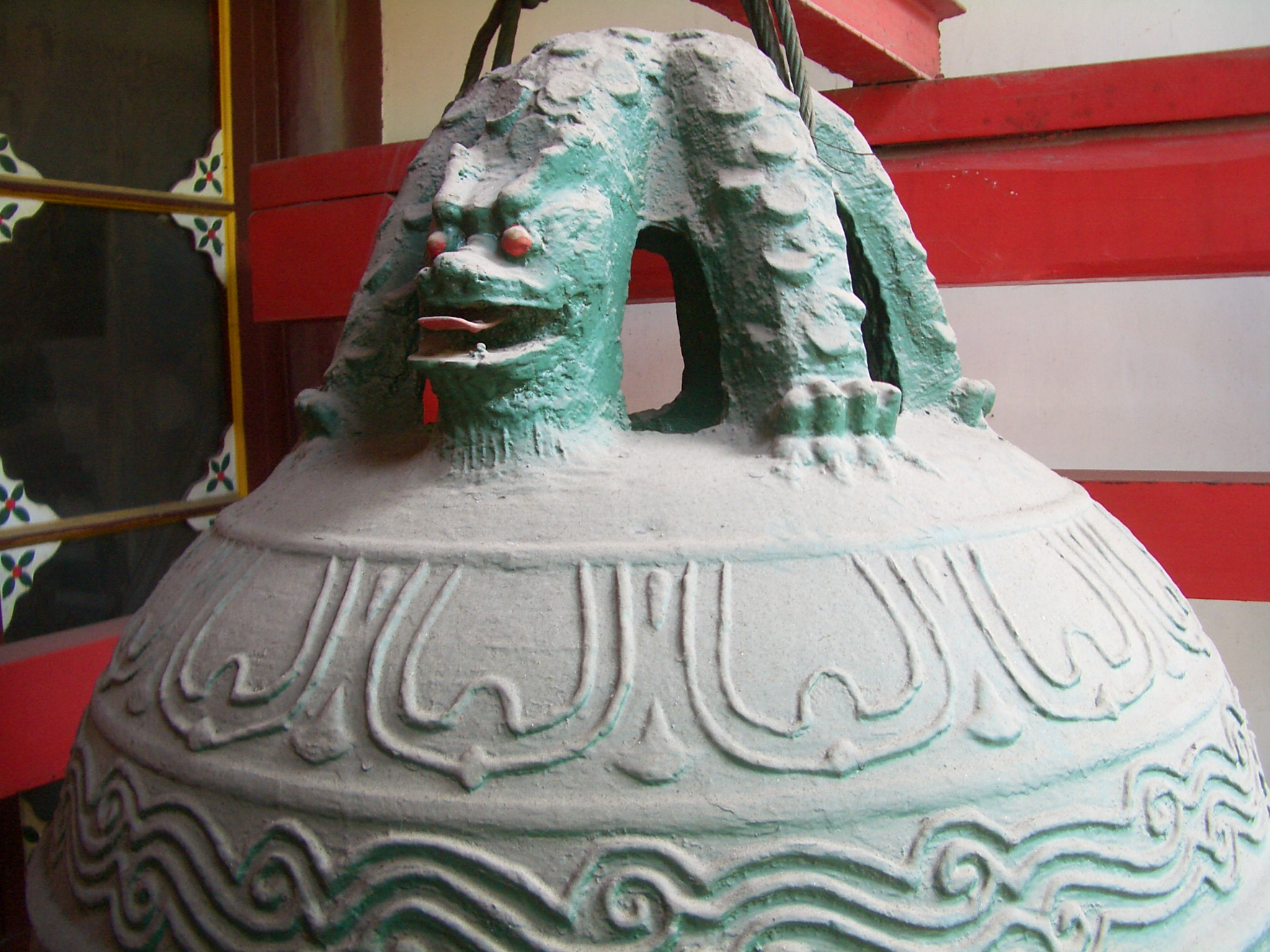
Bồ lao ở chùa Trường Xuân, Vũ Hán

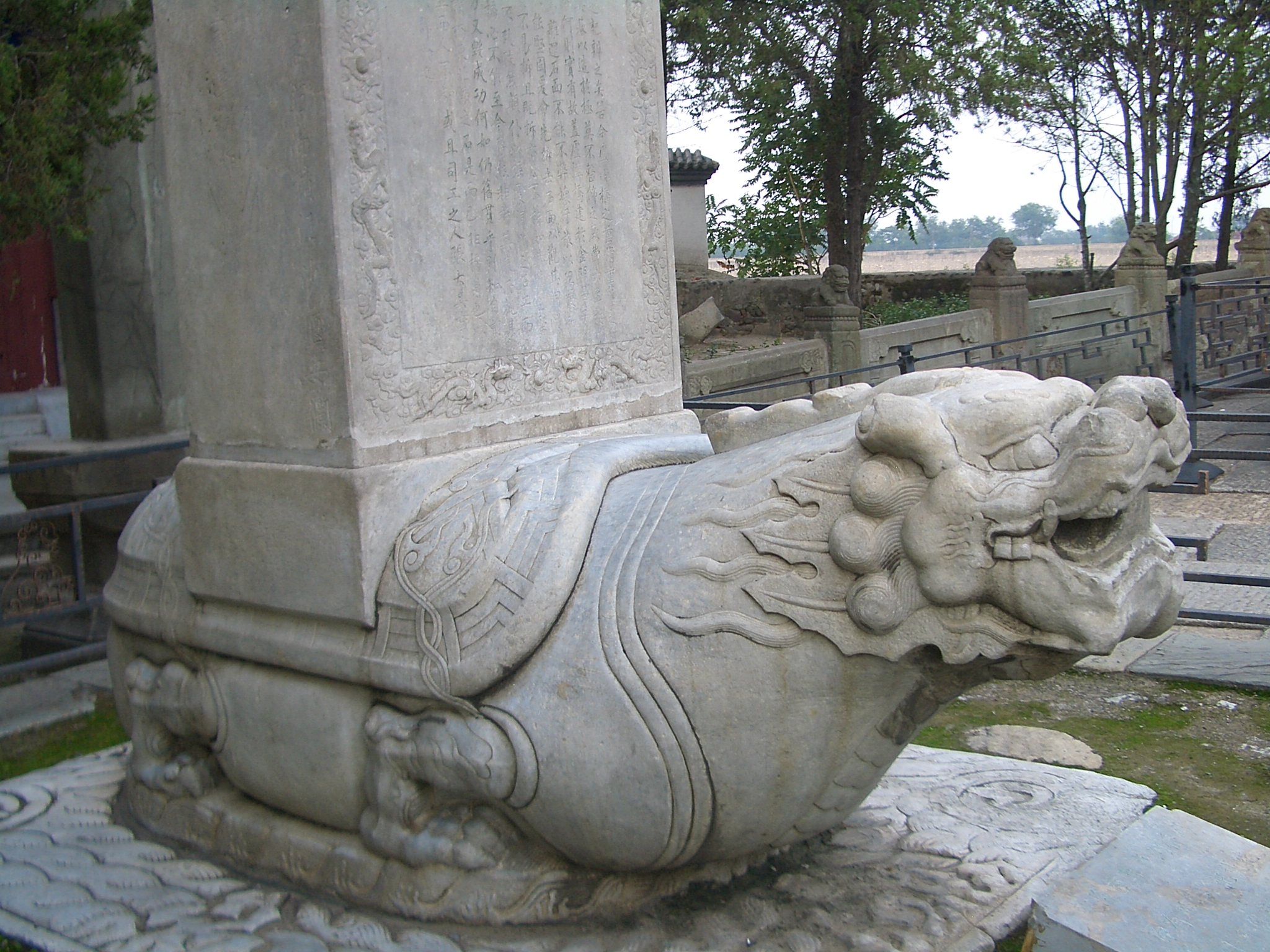
Bí Hí gần cầu Marco Polo, Bắc Kinh trong Thời đại Càn Long

Long sinh cửu tử là một truyền thuyết trong thần thoại Trung Quốc. Người Trung Hoa xưa cho rằng loài rồng là giống loài đa tình, và có thể cũng lẽ đó Long Vương giao hợp với nhiều chủng loại thần thú hay yêu thú mà sinh ra các chủng tử biến dị không hoàn toàn giống như Rồng nhưng vẫn mang uy của loài rồng, và được biết đến nhiều nhất là chín đứa con biến dị của Rồng. Có nhiều dị bản khác nhau về câu chuyện này, các dị bản khác nhau cả về tên và các mô tả về chín người con của rồng, nhưng đều nói rằng rồng có chín người con.

## Lịch sử
Các dấu tích lâu đời nhất được biết đến về "long sinh cửu tử" được tìm thấy trong Thục viên tạp ký (菽園雜記) của Lục Dung (1436–1494); tuy nhiên, ông cũng lưu ý rằng đây chỉ là danh sách liệt kê các từ đồng nghĩa của nhiều cổ vật khác nhau, chứ không phải các đứa con của rồng.

Một số tài liệu thời Minh đã liệt kê những gì được gọi là "Long sinh cửu tử", và sau đó những đặc điểm nổi bật này bắt đầu được đưa vào các tác phẩm văn học Trung Quốc. Tạ Triệu Chiết (謝肇淛, 1567–1624) trong Ngũ tạp trở (五雜俎, 1592) đã đưa ra danh sách sau, từ lớn đến bé: 

- Tù Ngưu (囚牛), thân rồng, thích âm nhạc, được trang trí trên các nhạc cụ. Mẹ là nữ thần rắn.
- Nhai Xế (睚眦), thân rồng đầu sói, hung dữ, thích chiến đấu, thường được trang trí trên thanh kiếm. Mẹ là Cửu Vĩ Tiên Hồ, có thuyết cho là Sói Mẫu Tinh.
- Trào Phong (嘲風), giống phượng hoàng, thích phiêu lưu, thường được trang trí trên góc mái nhà. Mẹ là Phượng Hoàng.
- Bồ Lao (蒲牢), giống rồng, thích gầm rống, thường được đúc làm quai chuông. Mẹ là Hống.
- Toan Nghê (狻猊), đầu rồng thân sư, thích ngồi yên, thường được trang trí trên lư hương. Mẹ là Kim Sư Sơn Vương.
- Bí Hí (贔屭), thân rùa đầu rồng, thân thể to lớn, thích vác nặng, thường được trang trí cõng bia đá, cột đá. Mẹ là Quy Thần.
- Bệ Ngạn (狴犴), đầu rồng thân hổ, thích kiện tụng, thường được trang trí trên cổng nhà tù. Mẹ là Bạch Hổ Thần.
- Bá Hạ (霸下) thích uống nước, thường được trang trí trên cầu. Mẹ là Lý Ngư Tinh.
- Xi Vẫn (蚩吻), thích nuốt, được đặt ở hai đầu mái nhà. Mẹ là Lý Ngư Tinh.

 Trong Thăng am ngoại tập của Dương Thận lại liệt kê một danh sách khác về chín người con của rồng, theo thứ tự là Bí Hí, Xi Vẫn, Bồ Lao, Bệ Ngạn, Thao Thiết, Bát Phúc, Nhai Tí, Toan Nghê, Tiêu Đồ.
Trong Hoài Lộc đường tập của Lý Đông Dương, thì chín người con lại là Tù Ngưu, Nhai Tí, Trào Phong, Bồ Lao, Toan Nghê, Bí Hí, Bệ Ngạn, Phụ Hí, Xi Vẫn.

## Tên hiện đại
Một bộ tiền xu về chín người con của rồng đã được chính quyền Thượng Hải phát hành vào năm Nhâm Thìn 2012, bao gồm hai bộ tiền xu, một bằng đồng và một bằng bạc. Trong mỗi bộ có chín đồng xu mô tả chín người con, đồng xu thứ mười mô tả cha rồng và hình tượng chín người con ở mặt sau. Cả hai bộ tiền xu đồng và bạc được phát hành với tổng cộng 20 đồng xu. Các đồng tiền được NGC chứng nhận với các tên sau:
- Bệ Ngạn[9]
- Bí Hí[10]
- Trào Phong[11]
- Xi Vẫn[12]
- Phụ Hí[13]
- Bồ Lao[14]
- Tù Ngưu[15]
- Toan Nghê[16]
- Nhai Tí[17]